# Lávara
Lávara, en grec moderne : Λάβαρα, est un village du dème de Souflí, dans le district régional de l'Évros, en Macédoine-Orientale-et-Thrace, en Grèce.
La localité appartient au district municipal d'Orféas. Selon le recensement de 2021, elle compte 747 habitants.